# Nanularia cupreofusca
Nanularia cupreofusca är en skalbaggsart som beskrevs av Thomas Casey 1909. Nanularia cupreofusca ingår i släktet Nanularia och familjen praktbaggar. Inga underarter finns listade i Catalogue of Life.